# Tvillingen
Tvillingen är en svensk kortfilm från 2011 i regi av Gustav Danielsson.
Danielsson skrev också manus och var även producent samt skådespelare. Fotograf var Jesper Klevenås.
Filmen har visats i Sveriges Television och vunnit Stipendiet 1 km Film i Stockholms Filmfestival 2011.

## Handling
Gustav övar fridykning. På land håller han andan. Jämt. När han kör bil. När han arbetar. När han sover. Han håller sin flickvän vaken om nätterna. På sjukhuset tittar en läkare honom i halsen. Läkaren är tyst. Länge. "Du har något i luftstrupen."

## Rollista
- Oskar Danielsson-Fängström - Gustav
- Gustav Danielsson - Oskar
- Daniella Mendel-Enk - Daniella
- Lars-Erik Friberg - Läkaren